# Charlotte la républicaine

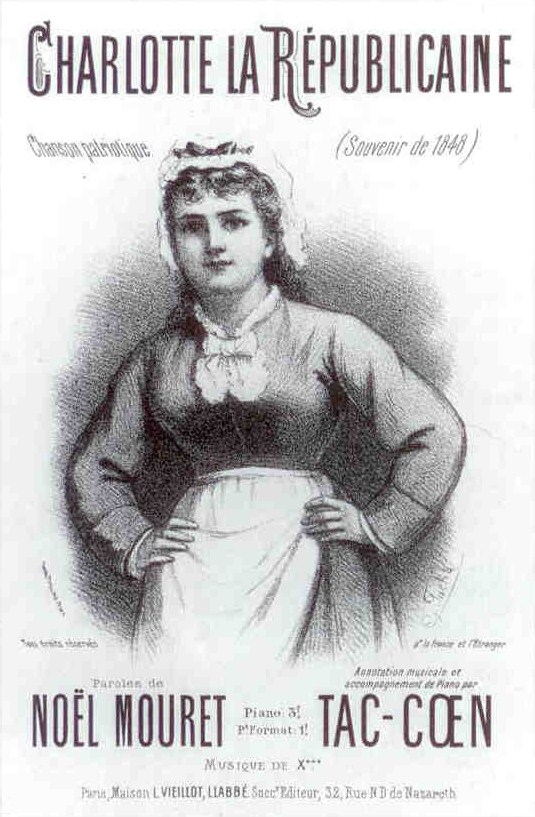
Illustration de l'édition de 1880.

Charlotte la républicaine est une chanson française créée et lancée à Paris par le goguettier Noël Mouret à l'occasion de la Révolution française de 1848.

## Argument de la chanson
Cette chanson trace avec poésie le portrait d'une héroïque jeune fille engagée en février 1848 pour la République « rouge ». Elle porte la poudre, fabrique des cocardes, est armée d'un poignard, pleure sur les tombes de révolutionnaires tués. Ses mœurs sont libres : au troisième couplet elle déclare avoir choisi l'union libre au lieu du mariage. Au quatrième couplet elle annonce qu'elle a une foule d'amants : elle est désintéressée, ce sont des amants de cœur.

## Musique de 1880

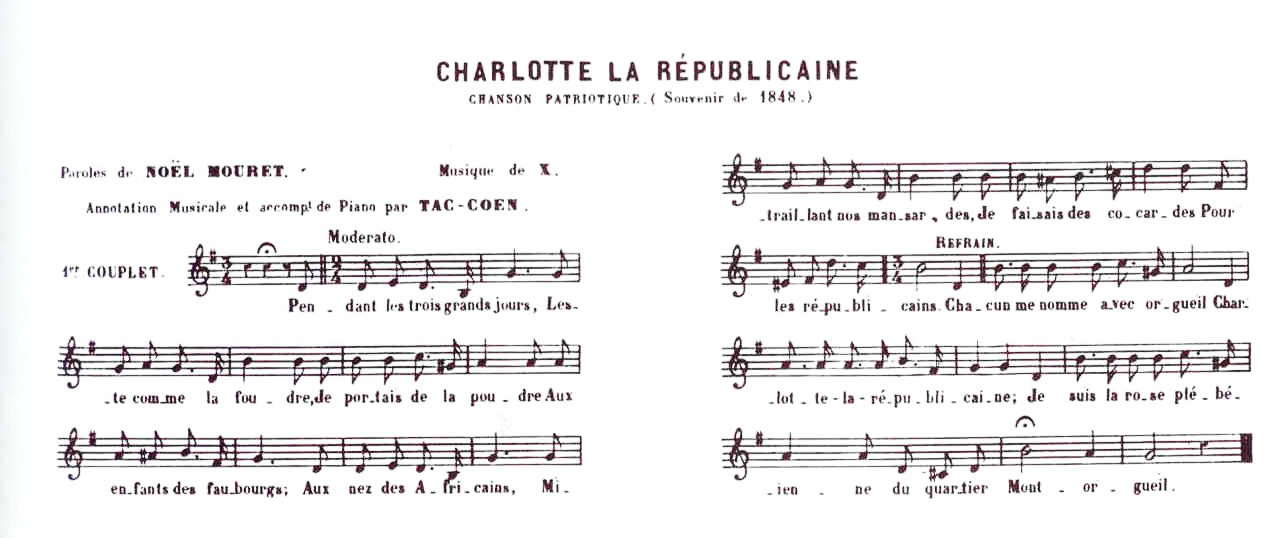

## Paroles
1
Pendant les trois grands jours
Leste comme la foudre
Je portais la poudre
Aux enfants des faubourgs
Au nez des fantassins
Mitraillant nos mansardes
Je faisais des cocardes
Pour les républicains.
Refrain :
Chacun me nomme avec orgueil
Charlotte la plébéienne
Je suis la rose républicaine
Du quartier Montorgueil.
2
De mon ciel toujours pur
Protégeant mon étoile
Mon vaisseau n'a pour voile
Que mes grands yeux d'azur
Dans les bosquets charmants
Où glana mon aïeul
En folâtrant j'effeuille
Les fleurs de mon printemps.
Refrain
3
Sous les lois du lien
Si un jour je me range
Je veux que mon bon ange
Ne sois plus mon gardien
Riant du préjugé,
Quand un amant s'insurge
Sans le secours d'un juge
Je signe son congé.
Refrain
4
Riches, vos diamants
Ne me font point envie
J'ai pour dorer ma vie
Une foule d'amants.
Dotez vos Marion
Rivales des duchesses,
Qui vendent leurs caresses
A l'ombre d'un blason.
Refrain
5
J'aime la liberté,
Je donnerai pour elle
La dernière étincelle
De ma folle gaité,
Fille d'un montagnard
Pour frapper dans l'arène
Je porte dans sa gaine
Un terrible poignard.
Refrain
6
Du temple de la peur
Toi qui jamais ne bouge,
La République rouge
Te glace de stupeur !
Ton trône vieux et veuf
En vain on le restaure
La France n'est encore
Qu'à son quatre-vingt-neuf.
Refrain
7
Défenseurs courageux
De l'œuvre sociale
Immolés par la balle
Des bourgeois furieux,
Sur vos tombeaux sans croix
Sans crainte pour mes charmes
J'irai verser des larmes
Et prier quelquefois.
Refrain

## Histoire de la chanson
Cette chanson, créée peu après la Révolution française de 1848 et les Journées de Juin 1848, par le goguettier Noël Mouret, est le plus grand succès de son auteur au cours de la deuxième République. Elle a connu le succès dès sa création et au moins jusqu'en 1900 en France,. Elle est considérée, en 1883, dans la Revue du monde musical et dramatique comme une des chansons les plus populaires de France, mais le chansonnier Eugène Baillet lui trouve plus de réputation que de mérite.
L'air original est actuellement inconnu mais il était assez renommé puisqu'il sert de timbre à de nombreuses chansons comme Napoléon le maudit, Les bals de Paris ou Le Carnaval 1849 d'Auguste Loynel, Le tocsin de la montagne par William Faivre en 1857, Les Gros bonnets du Provisoire par Jules Choux en 1871, La chanson des omnibus Manceaux d'Auguste Livet, en 1886. Les compagnons du Tour de France reprennent son air pour leurs propres chansons. Outre-Atlantique, au Québec, le Chant des patriotes de 1837 fut chanté sur son air.
Sous le Second Empire, cette chanson fut interdite et pourchassée. Le 20 août 1851, la Cour d'assises de Vienne ordonna sa destruction, ce qui ne la fit pas disparaître pour autant. Des actions en justices furent  en 1851 contre des hommes l'ayant chantées.
La chanson est rééditée en 1880, avec une partition, mais sans le septième couplet. Cette absence est peut-être le résultat d'une autocensure, en cette année d'amnistie des communards de 1871, selon Robert Brécy.

## Analyse de la chanson
Charlotte la républicaine est une chanson qui, comme la grande majorité des textes de l'époque, prend le parti des démocrates-socialistes. La jeune femme est ainsi fière d'être « fille de montagnard ». Ce texte est l'un des rares du milieu du XIXe siècle qui prenne fait et cause pour la condition féminine. Par exemple, si jamais elle se marie, Charlotte compte veiller à ce que son « ange » ne devienne son gardien. Elle est également saluée pour ses actions héroïques et ses convictions républicaines. Dans un article paru le 17 avril 1900, le journaliste et écrivain Gaston Deschamps, ironise sur l'avènement jamais survenu de Charlotte la républicaine, c'est-à-dire de femmes avec une conscience politique, car elles sont limitées par les « faiblesses de leur sexe frivole ».
L'auteur Noël Mouret termine sa chanson en rendant hommage aux nombreux combattants des Journées de Juin 1848 morts dans les affrontements.